# Раковець (Брежице)
Раковець (словен. Rakovec) — поселення в общині Брежиці, Споднєпосавський регіон, Словенія. Висота над рівнем моря: 155,5 м.